# Les Amants de la dent blanche

Les Amants de la dent blanche est un téléfilm franco-belgo-suisse réalisé par Raymond Vouillamoz, diffusé en 2005.

## Synopsis
Une histoire d'amours contrariées dans une haute vallée suisse à l'époque annexée par Napoléon. Un portrait d'une jeune femme libre née trop tôt et tourné dans les magnifiques paysages du Val d'Hérens (Valais, Suisse)...

## Fiche technique
Sauf indication contraire, les informations mentionnées dans cette section peuvent être confirmées par la base de données cinématographiques IMDb,  présente dans la section « Liens externes ».
- Titre original : Les Amants de la dent blanche
- Réalisation : Raymond Vouillamoz
- Scénario : Anne Gonthier, d'après le roman Elle s'appelait Marie-Thérèse Seppey, de Narcisse Praz
- Production : Pierre-André Thiébaud et Jean-Luc Michaux
- Musique : Marc Marder
- Photographie : Séverine Barde
- Montage : Catherine Merglen-Sieber
- Décors : Copi Remund
- Costumes : Valérie de Buck
- Sociétés de production : Native, PCT Cinéma & Télévision S.A., Radio Télévision Belge Francophone, Tipi'mages, Télévision suisse romande
- Pays de production : Suisse, France, Belgique
- Format : Couleurs - 1,85:1 - Dolby Digital - 35 mm
- Genre : Drame, historique
- Durée : 95 minutes
- Dates de diffusion : 
  - Belgique : 11 février 2006
  - Suisse: 13 décembre 2006 (Suisse romande)
  - France : 24 juillet 2009

## Distribution
- Lisa Couvelaire : Marthe
- Jean-Baptiste Puech : René
- Jean-Baptiste Martin : Nicolas
- Alexis Michalik : Théophile
- Jean-Pierre Gos : Lucien
- Delphine Rich : Hildegarde
- François Karlen : Placide
- Roberto Bestazzoni : Luigi
- Daniela Bisconti : Louise
- Jean-Philippe Écoffey : le curé du village
- Michel Galabru : l'abbé
- Renaud Berger : le sergent français
- Olivier Perez : le capitaine